# 30282 Jamessmith
30282 Jamessmith este o planetă minoră (asteroid), cu un diametru de 2,476 km, din centura de asteroizi. A fost descoperită pe 24 aprilie 2000 la Stația Anderson Mesa de Lowell Observatory Near-Earth-Object Search. 
Obiectul prezintă o orbită caracterizată de o semiaxă mare de 2,3183957 UAi, o excentricitate de 0,12, o înclinație de 6,31063 ° în raport cu ecliptica.